# Pulchrellinae
Pulchrellinae es una subfamilia de foraminíferos bentónicos de la familia Fusulinellidae cuyos taxones se han incluido tradicionalmente en la subfamilia Fusulininae, de la familia Fusulinidae, de la superfamilia Fusulinoidea, del suborden Fusulinina y del orden Fusulinida. Su rango cronoestratigráfico abarca desde el Moscoviense hasta el Gzheliense (Carbonífero superior).

## Discusión
Clasificaciones recientes incluyen Pulchrellinae en la subclase Fusulinana de la clase Fusulinata.

## Clasificación
Pulchrellinae incluye a los siguientes géneros:
- Eowaringella †
- Kanmeraia †
- Pulchrella †
- Usvaella †

Otra especie considerada en Pulchrellinae es:
- Praeobsoletes †